# Samuel Brannan
Pour les articles homonymes, voir Brannan.
Compléments
Fondateur du journal California Star
Samuel Brannan, né le 2 mars 1819 à Saco (Maine) et mort le 14 mai 1889 à Escondido (Californie), est un homme d'affaires américain qui fit fortune grâce à la ruée vers l'or en Californie, au milieu du XIXe siècle.

## Biographie
Il se convertit dans sa jeunesse au mormonisme. En 1846, après la mort de Joseph Smith Jr., il partit avec plusieurs compagnons mormons en Californie. Il s'installa à San Francisco et édita le premier journal de la ville, le California Star. Il créa également la première école de la ville.
En 1847, il ouvrit un magasin à Sutter's Fort, dans l'actuelle ville de Sacramento.
En 1848, il se rend à Sutter's Mill, près de Coloma où de l'or avait été découvert. En mai 1848, Brannan répandit la nouvelle dans les rues de San Francisco - à la suite des aveux d'un certain James W.Marshall, premier à avoir découvert de l'or dans l'American River - après avoir prétendu deux mois auparavant que c'était faux, le temps de vérifier et de préparer ses commerces. Il prit soin d'acheter tout le matériel de chercheur d'or disponible à des kilomètres à la ronde, ceci dans le but d'en devenir l'unique fournisseur.
Quelques mois plus tard, Brannan devint l'homme le plus puissant de l'Ouest Américain, son magasin lui rapportant 2 000 000 de dollars actuels par mois. Il ouvrit plusieurs magasins pour vendre du matériel aux mineurs et acheta plusieurs terrains à San Francisco dès lors qu'il apprit l'arrivée des grands groupes miniers de l'Est attirés par la ruée vers l'or.
Il fut nommé au premier conseil municipal de la ville et organisa un comité de vigilance qui assura la sécurité à la suite des grands incendies de San Francisco.
Il fut par la suite élu au Sénat de Californie en 1853. Il fit fortune grâce au commerce international, aux banques et aux compagnies de chemin de fer.
En 1859, il fonda Calistoga et la Napa Valley Railroad Company en 1864 pour acheminer les touristes.
Après son divorce et à cause de sa dépendance à l'alcool, il finit ruiné et mourut à l'âge de 70 ans à Escondido (Californie). Son corps repose au cimetière de Mount Hope à San Diego.